# Zálší (okres Tábor)
Zálší (německy Salschi) je obec v okrese Tábor v Jihočeském kraji. Je součástí oblasti Soběslavská Blata, v těsné blízkosti se nachází významná přírodní chráněná lokalita Borkovická Blata. Žije zde 241 obyvatel.

## Historie
První písemná zmínka o obci se pochází z roku 1347.

## Přírodní poměry
Severně a západně od vesnice zasahuje do katastrálního území přírodní památka Veselská blata.

## Obyvatelstvo
| Rok            | 1869 | 1880 | 1890 | 1900 | 1910 | 1921 | 1930 | 1950 | 1961 | 1970 | 1980 | 1991 | 2001 | 2011 | 2021 |
| -------------- | ---- | ---- | ---- | ---- | ---- | ---- | ---- | ---- | ---- | ---- | ---- | ---- | ---- | ---- | ---- |
| Počet obyvatel | 649  | 692  | 679  | 642  | 652  | 584  | 576  | 435  | 434  | 376  | 293  | 260  | 259  | 262  | 207  |
| Počet domů     | 92   | 99   | 104  | 106  | 108  | 108  | 113  | 120  | 107  | 105  | 90   | 117  | 118  | 122  | 118  |

## Obecní správa
Mezi lety 1850–1980 bylo Zálší obcí v okrese Třeboň (1850–1930), posléze v okrese Soběslav (1950) a později v okrese Tábor. Od 1. července 1980 do 23. listopadu 1990 patřilo jako část obce k Borkovicím a od 24. listopadu 1990 je opět samostatnou obcí.

### Místní části
- Klečaty
- Zálší

V letech 1960–1980 k obci patřily i Mažice.

### Obecní symboly
Znak a vlajka byly obci uděleny rozhodnutím předsedy Poslanecké sněmovny Parlamentu České republiky dne 10. září 2020.

## Pamětihodnosti
Jak v obci Zálší, tak i v Klečatech tvoří střed obce náves se starou zástavbou, kde se nacházejí převážně památkově chráněné objekty v tzv. selském baroku - Zálší bylo vyhlášeno vesnickou památkovou rezervací. Chloubou obce je kostel Navštívení panny Marie, fara, kaplička svatého Jana Nepomuckého v Zálší a kaplička Nejsvětější Trojice v Klečatech.

## Život v obci
Podle evidence obyvatel má Zálší celkem 228 obyvatel (Zálší 183 a Klečaty 55). Obec je typicky vesnického charakteru bez místního průmyslu. Pracovní příležitosti poskytuje dvanáct kilometrů vzdálené město Veselí nad Lužnicí a Soběslav, ale i vzdálenější jako je Tábor a České Budějovice. Převážná část ekonomicky aktivních obyvatel za prací dojíždí. V poslední době se v obci rozšířilo i soukromé podnikání, převážné ve stavebním oboru.
Významnou součástí života obce je bohatý spolkový život. Velmi aktivní jsou zejména OS Blatka, které v krajském kole „Soutěže vesnice roku 2005“ získalo čestné uznání za svou činnost, dále pak JK Dolli a mladí hasiči. Pozadu nezůstávají ani další spolky jako myslivci, rybáři a včelaři.
Sama obec pořádá každoročně obecní ples, setkání se seniory, účastní se festivalu „Blata se baví“ a ve spolupráci s místní školou vítá i nové občánky. V květnu 2006 pořádala obec II. setkání rodáků obcí Zálší a Klečaty, společně s oslavami 150. výročí založení místní školy. Nad touto akcí převzal Krajský úřad Jihočeského kraje záštitu a pan hejtman Jihočeského kraje Jan Zahradník slavnostně zasadil na návsi pamětní lípu, která bude připomínat tyto památné dny.
Občanské sdružení Blatka ve svém celoročním programu zahrnuje akce nejen pro děti, ale i mládež a další věkové kategorie. Zaměřují se převážně na obnovu a udržení tradic, jako je stavění májky, masopust, adventní posezení s ukázkou tradičních řemesel, mikulášskou nadílku. Nezapomínají ani na sportovní vyžití při dětských dnech, fichtlsprintu, cyklokrosu a velmi oblíbenou a v okolí známou akcí Hry bez hranic - zábavné odpoledne, kde se v různých disciplínách utkají družstva místní i z okolních obcí.
Členové OS Blatka pomáhají s přípravami a realizací Setkání rodáků a vzali si na starost i podzimní a jarní brigády na návsi obce a péči o kaštany. Spolu s obcí každoročně o vánočních svátcích navštěvují občany v důchodovém věku s vánočním blahopřáním a malým dárkem. OS je členem OS Praha Vídeň-Grenwais - Nadace Partnerství.
Jezdecký klub Dolli se celoročně zabývá agroturistikou. Dále pořádá již každoroční akce jako např. Den koní, Jezdecký ples, dětský letní tábor s výukou jízdy a ošetřování koní a na zakončení sezóny „Hubertovu jízdu“. V průběhu roku se také účastní některých jezdeckých závodů v okolí.
V roce 2005, jako jediní zástupci Jihočeského kraje, reprezentovali naší obec na mistrovství ČR ve formanské jízdě v Hradci nad Moravicí, kde získali 2 první místa, 1 třetí, 1 čtvrté a 1 osmé. JK Dolli velmi úzce spolupracuje nejen s OÚ, ale i s OS Blatka. Je členem OS Praha Vídeň-Greenways - Nadace Partnerství.
JK Dolli obdržel cenu roku 2005 „Spokojený zákazník Jihočeského kraje“ od sdružení českých spotřebitelů. Statek manželů Líkařových, kde má jezdecký klub sídlo, byl nominován v krajském kole „Soutěže jihočeská vesnice roku 2005“ na prestižní cenu hejtmana Jihočeského kraje.
Sbory dobrovolných hasičů (v Zálší i v Klečatech) patří k nejužitečnějším našim spolkům. Nejenže reprezentují obec v soutěžích, ale i zastávají péči o vzhled obce při různých brigádách a hlavně jsou velkou oporou při krizových situacích.
V obci Zálší je řádně vedená kronika obce. V budově školy se nachází místní lidová knihovna, která má v obci Klečaty pobočku. Obec je členem Mikroregionu Veselsko, Svazku obcí TDO Lužnice, SMOT Tábor a SMO ČR.
Obec byla do roku 2009 zřizovatelem jednotřídní Základní školy, která úzce spolupracovala s obcí. Děti vystupovaly na všech kulturních akcích pořádaných obcí. O vánočních svátcích byla pořádána vystoupení v místním kostele. Několik roků probíhal program "Děti seznamte se se školou" pod vedením paní ředitelky, kdy navštěvovali školu předškoláci a formou hry se připravili na vstup do 1. ročníku. Tento projekt měl dobrý ohlas nejen mezi rodiči, ale především mezi dětmi. Od září 2009 místní děti dojíždějí do škol zejména ve Veselí nad Lužnicí.
Obec se snaží v rámci finančních možností opravit stávající objekty ve svém vlastnictví a udržovat běžný chod obce. Pro místní občany získala obec půjčku od Státního fondu rozvoje bydlení na rekonstrukci a modernizaci domů.

## Galerie

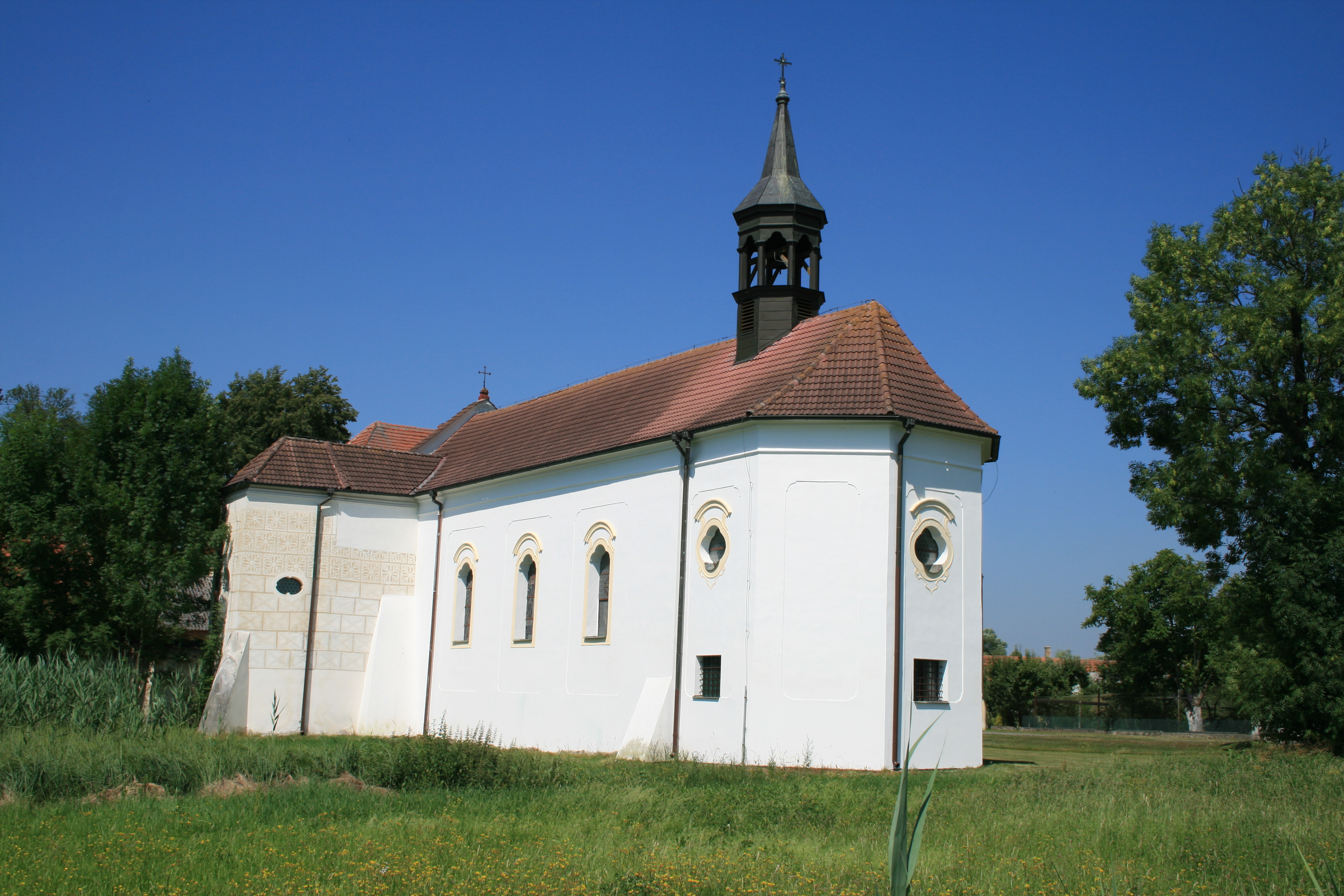
Kostel Navštívení Panny Marie
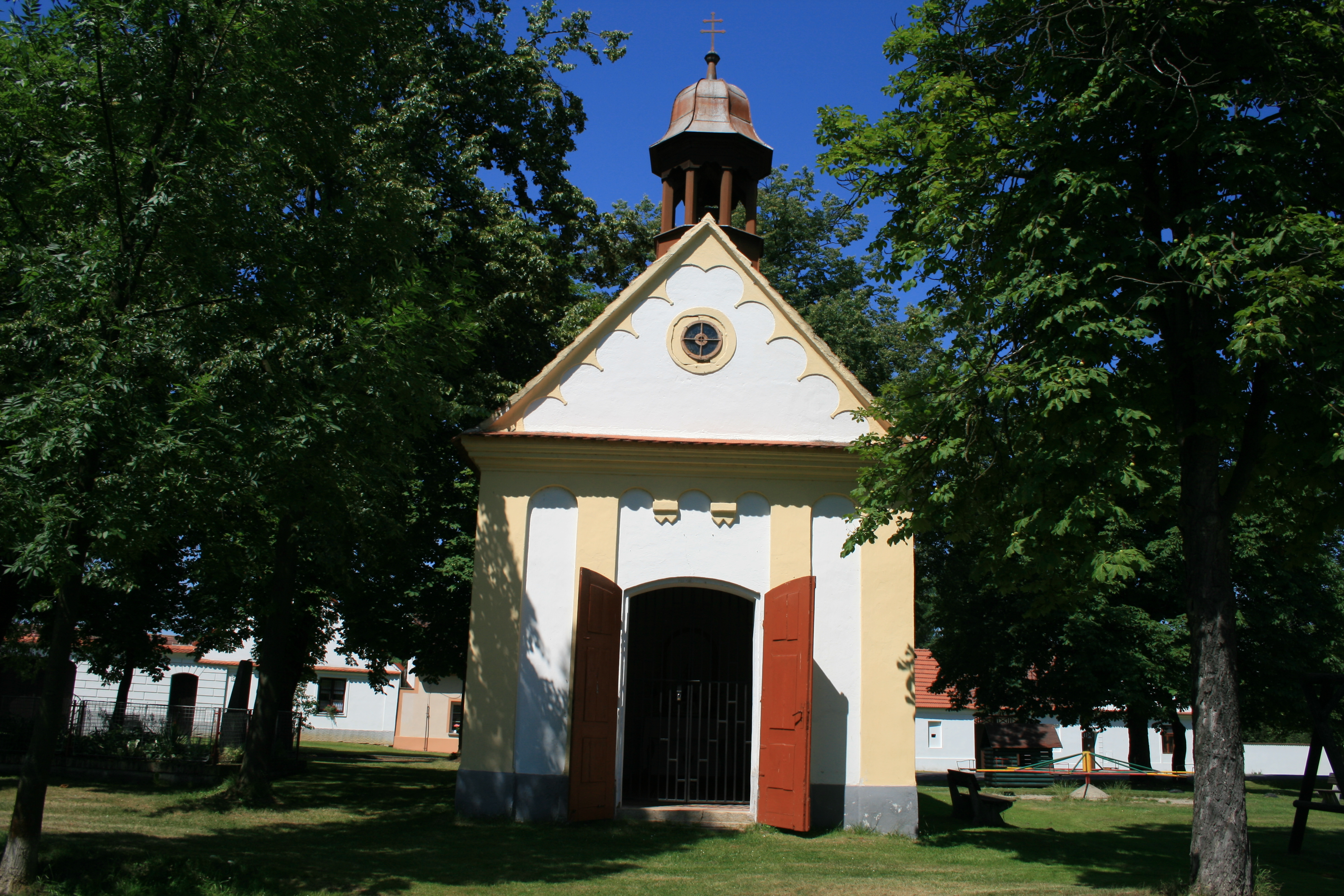
Kaplička na návsi
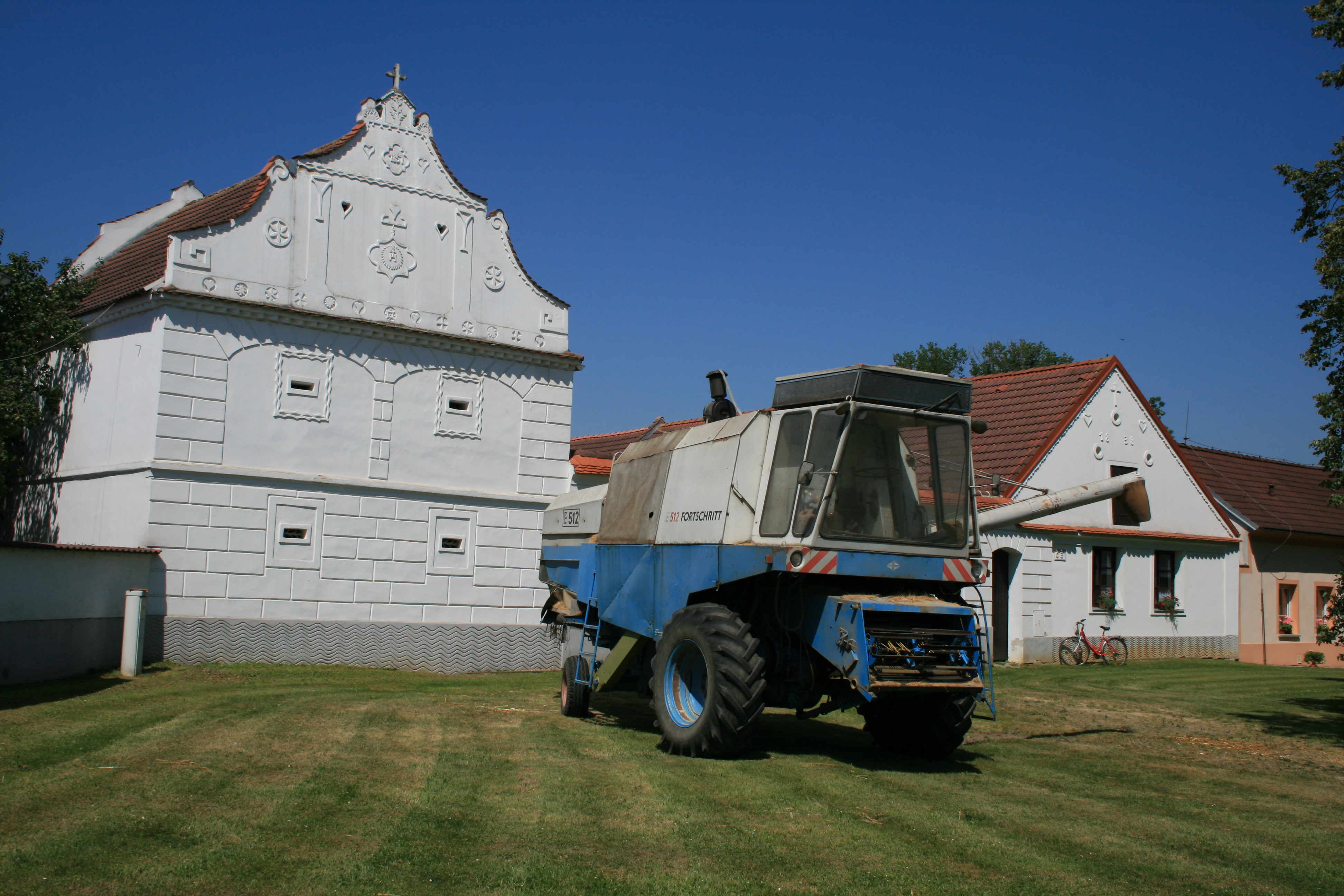
Stavení na návsi